# 인구 조사 지정 구역

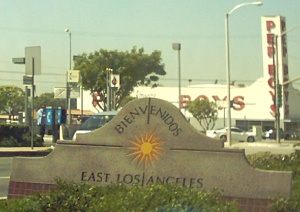

인구 조사 지정 구역(人口調査指定區域, 영어: census designated place, CDP)은 미국 인구조사국의 통계 보고를 위해 편의상 만들어진, 미국 지역 구분의 명칭의 하나이다.

## 같이 보기
- 미편입지구
- 정착지